# 金仁存
金 仁存（キム・インジョン、‐ 1127年）は、高麗の政治家。本貫は江陵金氏。李資謙の義弟にあたる。

## 人物
若くして科挙に及第し、直翰林院を経て、宣宗・献宗・粛宗の3代に内侍として仕えた。 1102年に来朝した遼使の接伴使を務めた。女真族による東北九城返還要求に対しては、国防上の難点と北方の人民の負担を憂慮して応諾することを主張した。秘書監・枢密院副使として北宋に赴き、徽宗から歓待を受けた。遼と金の戦争に際しては判西北面兵馬使として赴任した。1127年に睿宗が清讌閣で宴を催した際に、命じられて「清讌閣記」を撰した。1125年に義兄の李資謙が起こした反乱が平定されると、翌年には門下侍中となった。